# 倉田侃司
倉田 侃司（くらた かんじ、1938年11月26日 - ）は、日本の教育学者。
広島県呉市生まれ。1961年広島大学教育学部小学校教育専攻卒、63年同大学院教育行政学修士課程修了。広島大学教育学部附属三原小学校教諭、鈴峯女子短期大学講師、助教授、広島文教女子大学教授、広島経済大学教授。2007年退任。

## 著書
- 『学ぶよろこびに迫る教育の創造 教育方法を中心に』溪水社 広島文教女子大学教育双書 1996
- 『おふくろのいる風景 おふくろがいる…だからぼくも生きている』BOC出版部 2004
- 『家庭に学校に今こそぬくもりを』BOC出版部 2009

### 共編著
- 『全員参加の授業づくりハンドブック』片岡徳雄共著 黎明書房 1984
- 『楽しい教室環境づくり12か月』編 明治図書出版 1988
- 『新しい道徳教育 一人ひとりの生き方を問う』山崎英則共編著 ミネルヴァ書房 1989
- 『新しい教育学』尾形憲共編著 ミネルヴァ書房 1990
- 『個のよさを伸ばす小学校の学級経営』編著 明治図書出版 1991
- 『教育の基礎』山崎英則共編著 ミネルヴァ書房 教職専門シリーズ 1992
- 『生徒指導』小林利宣共編著 ミネルヴァ書房 教職専門シリーズ 1992
- 『特別活動』高旗正人共編著 ミネルヴァ書房 教職専門シリーズ 1994
- 『見てわかる教室環境づくりアイデア集』編著 明治図書出版 1994
- 『教育の原理と実践』山崎英則共編著 ミネルヴァ書房 1995
- 『見てわかる小学校学級経営のチェックポイント12か月』編著 明治図書出版 1995
- 『学級文化づくりのイベント集』編著 明治図書出版 1997
- 『子どもの個性を開くストラテジー 実践講座 1(総合編)』新富康央共編著 黎明書房 1997
- 『ベテラン教師になるための心に響くアドバイス』植田ひとみ共著 黎明書房 1997
- 『教室環境づくりのシナリオ12か月』編著 明治図書出版 1998
- 『全員参加の学級づくりワンポイント集』広島個集研共編著 黎明書房 1999
- 『新しい特別活動指導論』高旗正人共編著 ミネルヴァ書房 2004

## 論文
- Cinii